# Guyencourt-Saulcourt
Pour les articles homonymes, voir Guyencourt-sur-Noye et Guyencourt.
Guyencourt-Saulcourt est une commune française située dans le département de la Somme, en région Hauts-de-France.

## Géographie

### Localisation

#### Communes limitrophes
|             | Heudicourt           |       |
| Liéramont   | Guyencourt-Saulcourt | Épehy |
| Longavesnes | Villers-Faucon       |       |

### Description

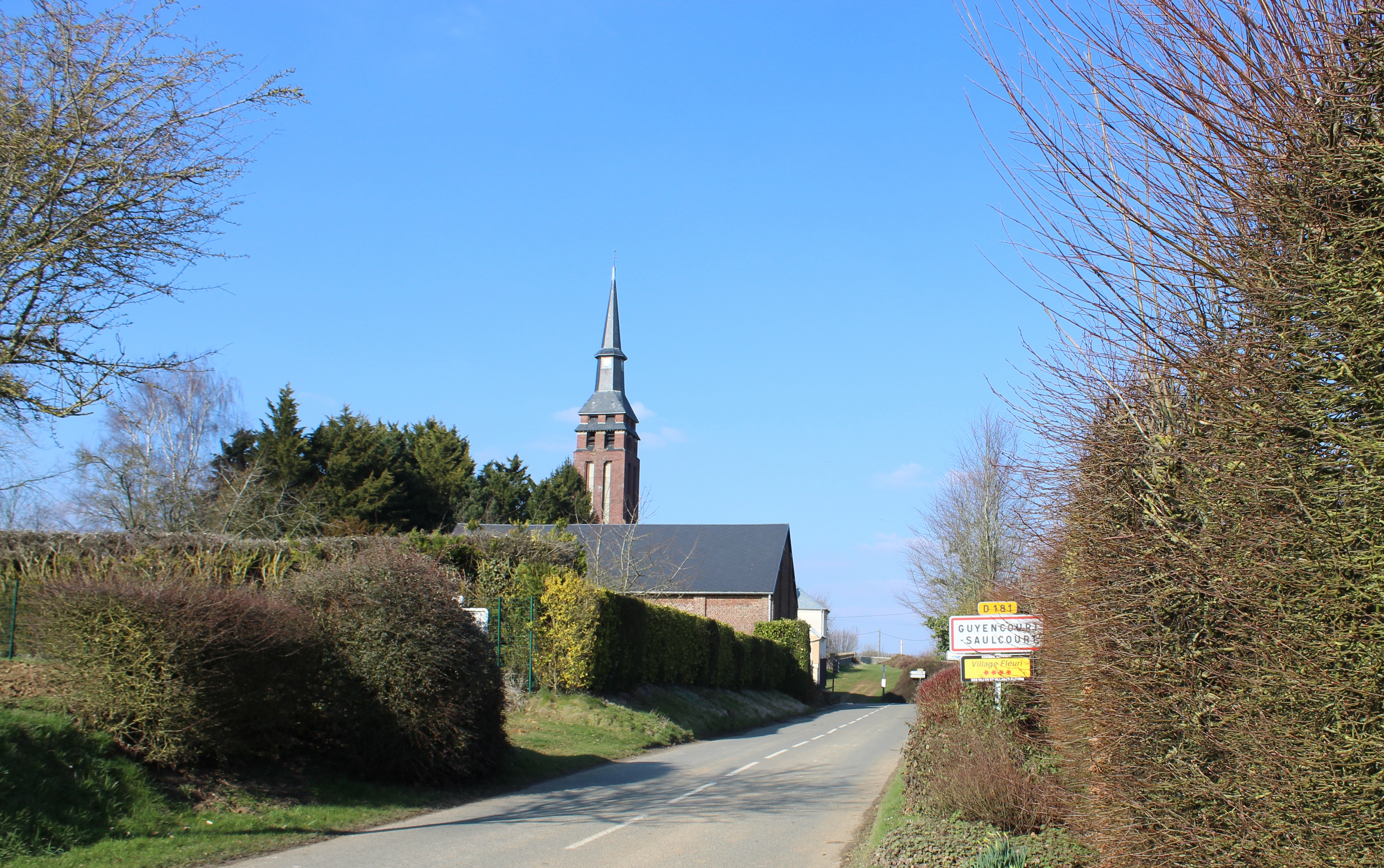
L'entrée du village.

Guyencourt-Saulcourt est située au nord-est de la Somme entre Épehy et Liéramont.
En 2019, elle est desservie par la ligne d'autocars no 48 (Épehy - Villers-Faucon - Péronne) du réseau interurbain Trans'80 Hauts-de-France.

### Hydrographie
La commune est située dans le bassin Artois-Picardie. Elle n'est drainée par aucun cours d'eau.

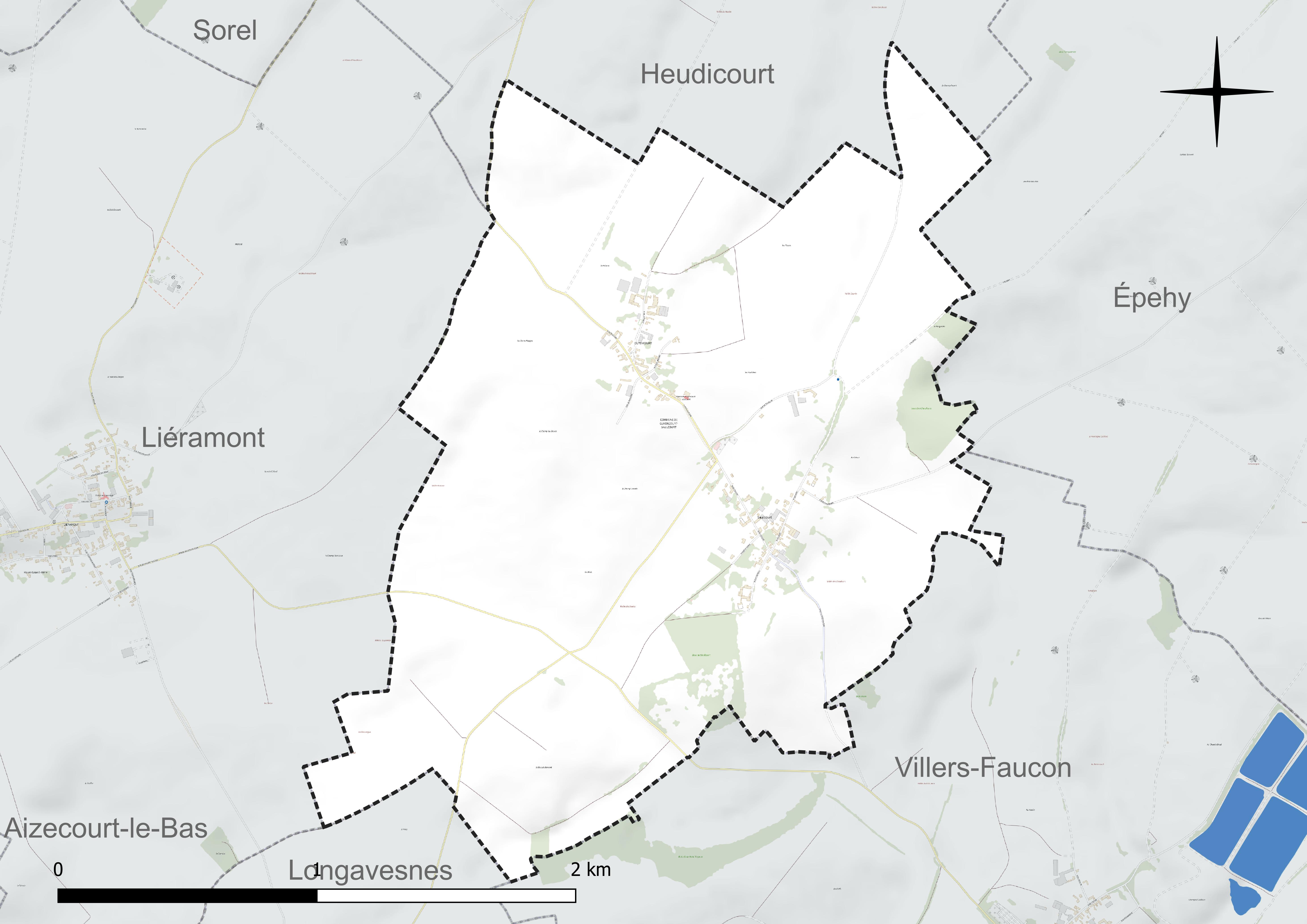
Réseau hydrographique de Guyencourt-Saulcourt.

### Climat
Pour des articles plus généraux, voir Climat des Hauts-de-France et Climat de la Somme.
En 2010, le climat de la commune est de type climat océanique dégradé des plaines du Centre et du Nord, selon une étude du CNRS s'appuyant sur une série de données couvrant la période 1971-2000. En 2020, Météo-France publie une typologie des climats de la France métropolitaine dans laquelle la commune est exposée à un climat océanique et est dans la région climatique Nord-est du bassin Parisien, caractérisée par un ensoleillement médiocre, une pluviométrie moyenne régulièrement répartie au cours de l'année et un hiver froid (3 °C).
Pour la période 1971-2000, la température annuelle moyenne est de 9,7 °C, avec une amplitude thermique annuelle de 14,3 °C. Le cumul annuel moyen de précipitations est de 716 mm, avec 11 jours de précipitations en janvier et 9,1 jours en juillet. Pour la période 1991-2020, la température moyenne annuelle observée sur la station météorologique la plus proche, située sur la commune d'Épehy à 4 km à vol d'oiseau, est de 10,6 °C et le cumul annuel moyen de précipitations est de 752,8 mm,. Pour l'avenir, les paramètres climatiques de la commune estimés pour 2050 selon différents scénarios d'émission de gaz à effet de serre sont consultables sur un site dédié publié par Météo-France en novembre 2022.
| Mois                                  | jan.             | fév.             | mars           | avril         | mai           | juin          | jui.          | août          | sep.          | oct.            | nov.            | déc.           | année      |
| ------------------------------------- | ---------------- | ---------------- | -------------- | ------------- | ------------- | ------------- | ------------- | ------------- | ------------- | --------------- | --------------- | -------------- | ---------- |
| Température minimale moyenne (°C)     | 1,1              | 1,3              | 3,1            | 4,8           | 8,2           | 10,9          | 12,8          | 12,8          | 10,3          | 7,7             | 4,3             | 1,8            | 6,6        |
| Température moyenne (°C)              | 3,4              | 4                | 6,9            | 9,8           | 13,2          | 16,1          | 18,3          | 18,3          | 15,2          | 11,3            | 6,9             | 4              | 10,6       |
| Température maximale moyenne (°C)     | 5,7              | 6,8              | 10,7           | 14,7          | 18,2          | 21,2          | 23,7          | 23,9          | 20            | 14,9            | 9,5             | 6,2            | 14,6       |
| Record de froid (°C) date du record   | −13,9 01.01.1997 | −13,4 07.02.1991 | −12,4 13.03.13 | −4,6 08.04.03 | −2 03.05.21   | 1,6 05.06.12  | 4,5 03.07.11  | 4,8 20.08.14  | 0,6 30.09.18  | −4,4 29.10.1997 | −8,8 23.11.1998 | −14,4 18.12.10 | −14,4 2010 |
| Record de chaleur (°C) date du record | 14,3 09.01.15    | 18,1 26.02.19    | 24,1 31.03.21  | 26,6 20.04.18 | 31,2 27.05.05 | 34,5 18.06.22 | 41,1 25.07.19 | 37,4 12.08.03 | 34,4 15.09.20 | 28,3 01.10.11   | 18,8 02.11.20   | 15,8 07.12.00  | 41,1 2019  |
| Précipitations (mm)                   | 63,5             | 57,5             | 55,1           | 44,8          | 62,7          | 62,6          | 60,5          | 68,6          | 55,2          | 69,8            | 70,1            | 82,4           | 752,8      |

## Urbanisme

### Typologie
Au 1er janvier 2024, Guyencourt-Saulcourt est catégorisée commune rurale à habitat dispersé, selon la nouvelle grille communale de densité à sept niveaux définie par l'Insee en 2022.
Elle est située hors unité urbaine. Par ailleurs la commune fait partie de l'aire d'attraction de Péronne, dont elle est une commune de la couronne,. Cette aire, qui regroupe 52 communes, est catégorisée dans les aires de moins de 50 000 habitants,.

### Occupation des sols
L'occupation des sols de la commune, telle qu'elle ressort de la base de données européenne d'occupation biophysique des sols Corine Land Cover (CLC), est marquée par l'importance des territoires agricoles (100 % en 2018), une proportion identique à celle de 1990 (100 %). La répartition détaillée en 2018 est la suivante : 
terres arables (88,2 %), zones agricoles hétérogènes (11,8 %). L'évolution de l'occupation des sols de la commune et de ses infrastructures peut être observée sur les différentes représentations cartographiques du territoire : la carte de Cassini (XVIIIe siècle), la carte d'état-major (1820-1866) et les cartes ou photos aériennes de l'IGN pour la période actuelle (1950 à aujourd'hui).

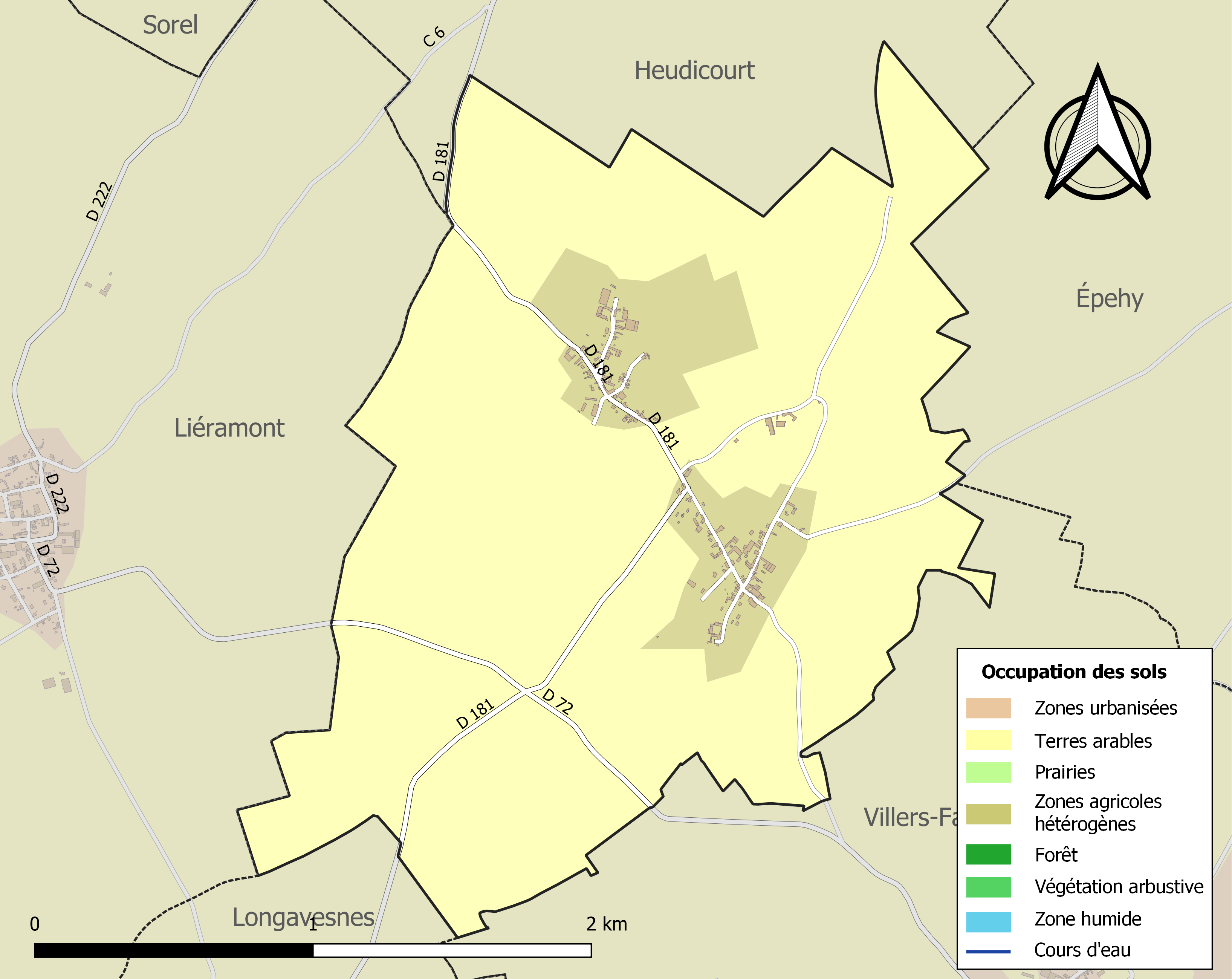
Carte des infrastructures et de l'occupation des sols de la commune en 2018 (CLC).

## Toponymie
Le nom de la localité est attesté sous les formes Guincurt en 1174 ; Wiencort en 1207 ; Guiencort en 1211 ; Goiencort en 1215-1230 ; Wiencourt en 1350 ; Guyeucourt et Saucourt en 1567 ; Guiencourt en 1660 ; Guiancourt en 1753 ; Guincour en 1761 ; Guincourt en 1787 ; Guyencourt-Saulcourt en 1836 ; Guyancourt en 1856.

## Histoire

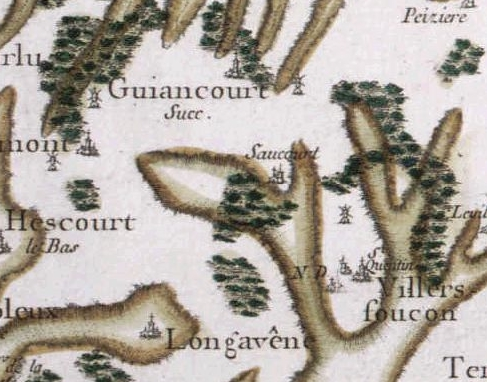
Carte de Cassini du secteur
(vers 1750).

La carte de Cassini montre qu'au milieu du XVIIIe siècle, Guyencourt (écrit Guiancourt) est une paroisse avec une église alors que Saulcourt (écrit Saucourt) est un hameau qui n'en possède pas. Un moulin à vent en bois figure à l'est de Guyencourt. Sur le plan cadastral napoléonien de 1836, 3 moulins à vent existent à l'est du village au bout d'un chemin appelé alors Chemin des Moulins (aujourd'hui Rue des Bois qui prend naissance au pied de l'église de Saulcourt.

Guyencourt et Saulcourt ont été réunis en une seule commune entre 1790 et 1794.

« La commune se compose de deux hameaux d'égale importance. Par ordre alphabétique, Guyencourt est considéré comme le chef-lieu. Néanmoins, tous les services publics et édifices communaux sont concentrés à Saulcourt, sauf l'école des filles. » (monographie communale de M. Létocart, instituteur en 1898).

### Guerre 1914-1918
Comme la plupart des villages de la région, Guyencourt-Saulcourt est sorti meurtri de la Grande Guerre car le village a été entièrement détruit.
Le 27 août 1914, soit moins d'un mois après la déclaration de guerre, l'armée française bat en retraite vers l'ouest et les Allemands arrivent à Guyencourt-Saulcourt.
 Dès lors commence l'occupation allemande qui dure jusqu'en mars 1917. Le front se situant à une vingtaine de kilomètres à l'ouest de Péronne, l'activité des occupants consiste principalement à assurer le logement des combattants et l'approvisionnement en nourriture. Des arrêtés de la kommandantur obligent, à date fixe, sous la responsabilité du maire et du conseil municipal, sous peine de sanctions, la population à fournir : blé, œufs, lait, viande, légumes, destinés à nourrir les soldats du front. Toutes les personnes valides doivent effectuer des travaux agricoles ou d'entretien. En février 1917, le général Hindenburg décide de la création d'une ligne de défense à l'arrière du front ; lors du retrait des troupes allemandes, tous les villages seraient détruits pour ne pas servir d'abri aux troupes franco-anglaises. Les habitants sont évacués à pied jusqu'à la gare d'Heudicourt et ensuite dans des wagons à bestiaux dans le nord de la France et en Belgique. En mars 1917, avant le retrait des troupes allemandes sur la ligne Hindenburg, le long du canal de Saint-Quentin, les maisons sont pillées et incendiées, le village est systématiquement détruit. L'église, la mairie, les écoles et toutes les maisons sont dynamitées et les arbres sciés à un mètre de hauteur : "En avançant vers le nord, les localités de Nurlu, Sorel, Fins, Saulcourt, Heudicourt n'existent plus".
Le village, vidé de ses habitants, reste occupé par les Allemands ; il sera le théâtre de nombreux combats en mars, avril et août 1917. Les ruines du village seront plusieurs fois reprises par chaque camp et ce n'est que le 20 septembre 1918, lors de la bataille de la ligne Hindenburg que Guyencourt-Saulcourt sera définitivement libéré par les Britanniques.
Dans le cimetière militaire situé non loin de l'église, reposent les corps des soldats britanniques tombés lors des combats de 1917 et 1918 à Guyencourt.
Peu à peu, les habitants reviennent s'installer dans le village et alors démarre une phase de reconstruction qui durera une dizaine d'années. De 441 habitants avant la guerre en 1911, Guyancourt n'en compte plus que 206 en 1921, soit moins de la moitié.
Sur le monument aux morts sont écrits les noms des 18 soldats de Guyencourt-Saulcourt morts pour la France.
Vu les souffrances endurées par la population pendant les quatre années d'occupation et les dégâts aux constructions, la commune s'est vu décerner la Croix de guerre 1914-1918 (France) le 27 octobre 1920.

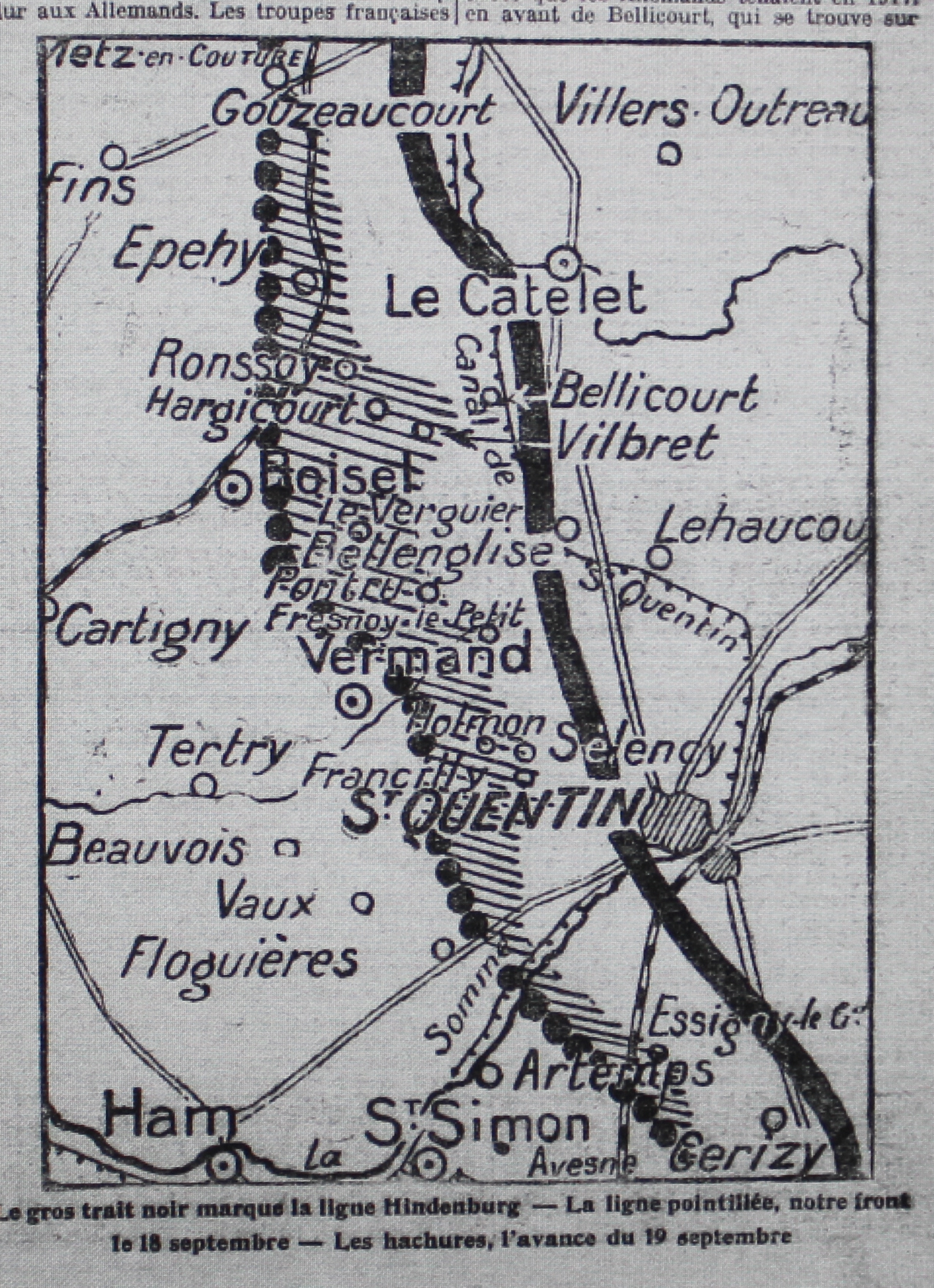
Le front les 18 et 19 septembre 1918, jours de la libération de Guyencourt-Saulcourt.
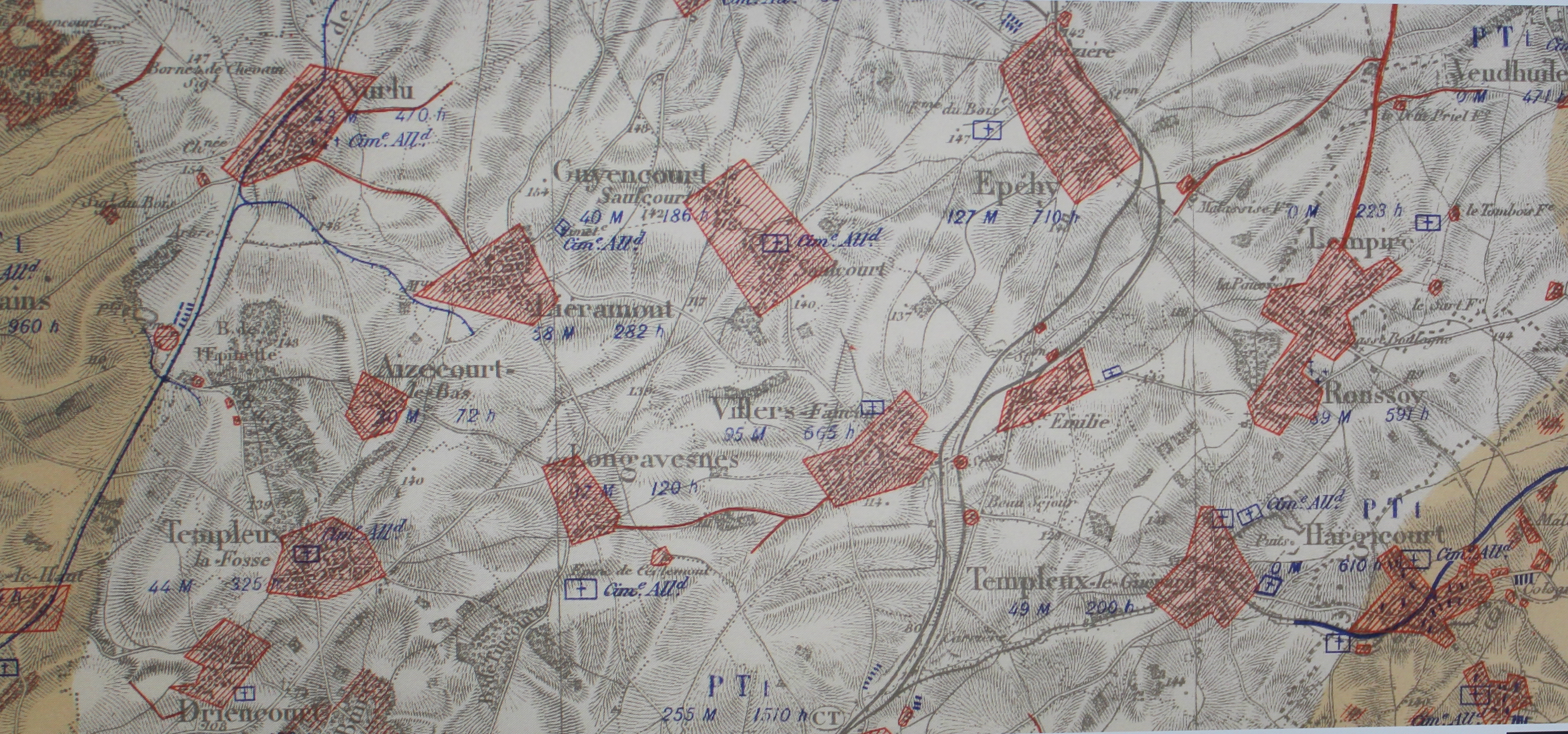
Carte montrant l'étendue des destructions d'Épehy lors de la guerre 14-18.
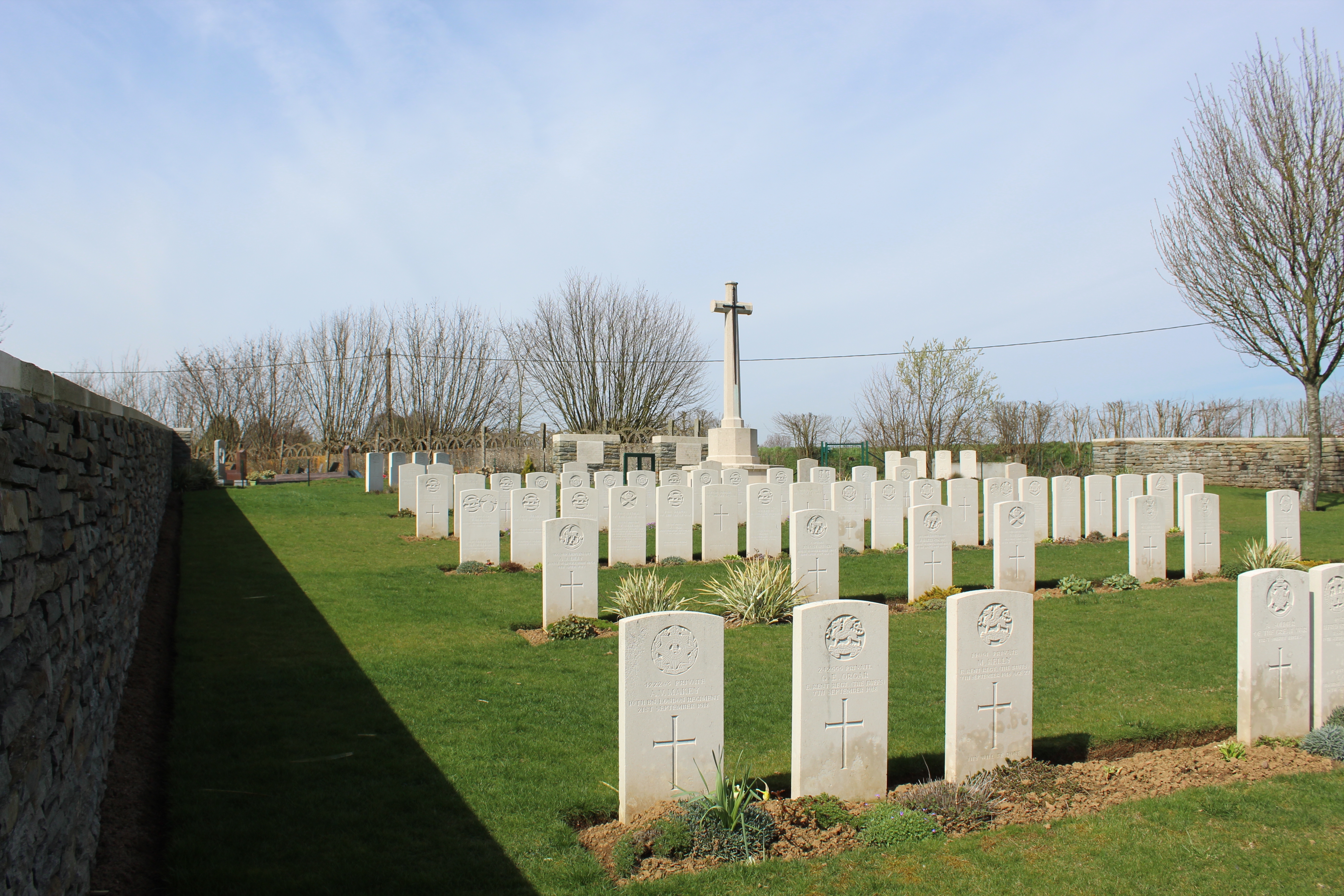
Le cimetière militaire, derrière le cimetière civil.

## Politique et administration

### Liste des maires
| Période                                  | Période                       | Identité             | Étiquette | Qualité                                                                            |
| ---------------------------------------- | ----------------------------- | -------------------- | --------- | ---------------------------------------------------------------------------------- |
| Les données manquantes sont à compléter. |                               |                      |           |                                                                                    |
| 1929                                     | après 1963                    | Paul Lejeune         | Radical   | Agriculteur. Conseiller général de Roisel (1949 → 1973).                           |
| Les données manquantes sont à compléter. |                               |                      |           |                                                                                    |
| avant 1988                               | 2008                          | Michel Thiery        |           |                                                                                    |
| mars 2008                                | En cours (au 25 juillet 2020) | Jean-Marie Blondelle |           | Vice-président de la CC de la Haute-Somme (2014 → ) Réélu pour le mandat 2020-2026 |

### Distinctions et labels
- Classement au concours des villes et villages fleuris : quatre fleurs récompensent en 2015 les efforts locaux en faveur de l'environnement[25].

En  2024, la quatrième fleur est confirmée. La fête des villages fleuris, le premier week-end de juillet, rassemble près d'un millier de visiteurs.
- Médaille d'or au concours Européen de l'Entente Florale en 2010[27][réf. nécessaire].

## Population et société

### Démographie
L'évolution du nombre d'habitants est connue à travers les recensements de la population effectués dans la commune depuis 1793. Pour les communes de moins de 10 000 habitants, une enquête de recensement portant sur toute la population est réalisée tous les cinq ans, les populations de référence des années intermédiaires étant quant à elles estimées par interpolation ou extrapolation. Pour la commune, le premier recensement exhaustif entrant dans le cadre du nouveau dispositif a été réalisé en 2007.

En 2022, la commune comptait 144 habitants, en évolution de +0,7 % par rapport à 2016 (Somme : −1,26 %, France hors Mayotte : +2,11 %).
| 1793 | 1800 | 1806 | 1821 | 1831 | 1836 | 1841 | 1846 | 1851 |
| ---- | ---- | ---- | ---- | ---- | ---- | ---- | ---- | ---- |
| 540  | 530  | 552  | 572  | 627  | 678  | 710  | 744  | 778  |

| 1856 | 1861 | 1866 | 1872 | 1876 | 1881 | 1886 | 1891 | 1896 |
| ---- | ---- | ---- | ---- | ---- | ---- | ---- | ---- | ---- |
| 764  | 741  | 730  | 705  | 726  | 610  | 564  | 522  | 510  |

| 1901 | 1906 | 1911 | 1921 | 1926 | 1931 | 1936 | 1946 | 1954 |
| ---- | ---- | ---- | ---- | ---- | ---- | ---- | ---- | ---- |
| 505  | 464  | 441  | 206  | 259  | 225  | 250  | 222  | 208  |

| 1962 | 1968 | 1975 | 1982 | 1990 | 1999 | 2006 | 2007 | 2012 |
| ---- | ---- | ---- | ---- | ---- | ---- | ---- | ---- | ---- |
| 210  | 207  | 169  | 139  | 137  | 148  | 136  | 134  | 145  |

| 2017 | 2022 | - | - | - | - | - | - | - |
| ---- | ---- | - | - | - | - | - | - | - |
| 140  | 144  | - | - | - | - | - | - | - |

### Enseignement
Les élèves du primaire se rendent à Heudicourt où une école intercommunale a été créée pour cinq villages : Heudicourt, Fins, Liéramont, Guyencourt-Saulcourt, Sorel. Cet établissement compte 70 élèves à la rentrée scolaire 2023. Il est situé en zone B pour les vacances scolaires, dans l'académie d'Amiens.

## Culture locale et patrimoine

### Lieux et monuments
- Église Notre-Dame-de-l'Assomption.
- Chapelle Notre-Dame-de-la-Délivrance à Guyaucourt, édifiée à l'emplacement de l'ancienne église. La première chapelle datait de 1891[32].
- Chapelle Saint-Michel à Saulcourt. La première chapelle a été construite en 1563. L'édifice actuel date de 1890[32].
- Monument aux morts.

- Saulcourt Churchyard Extension.

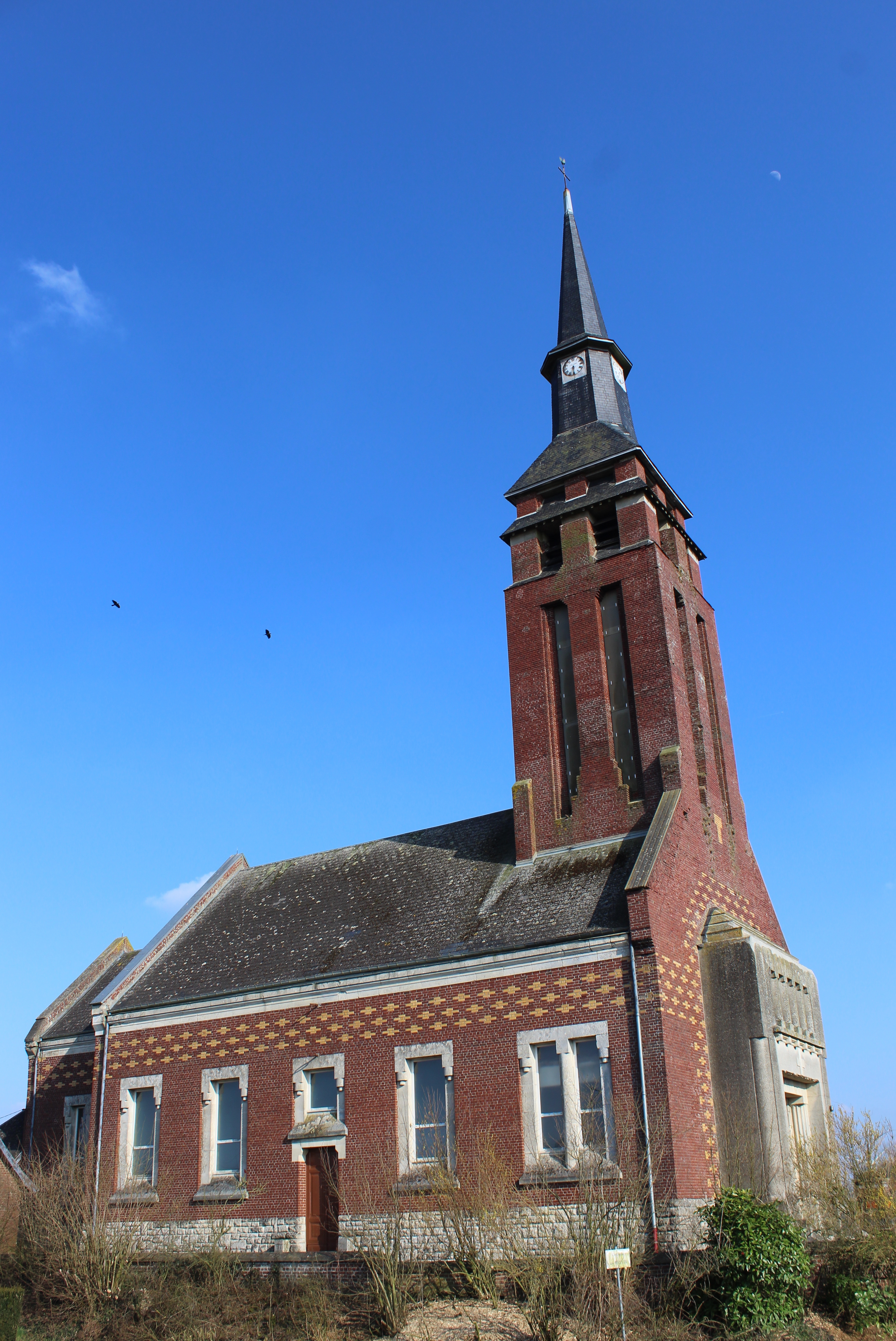
L'église Notre-Dame de l'Assomption.
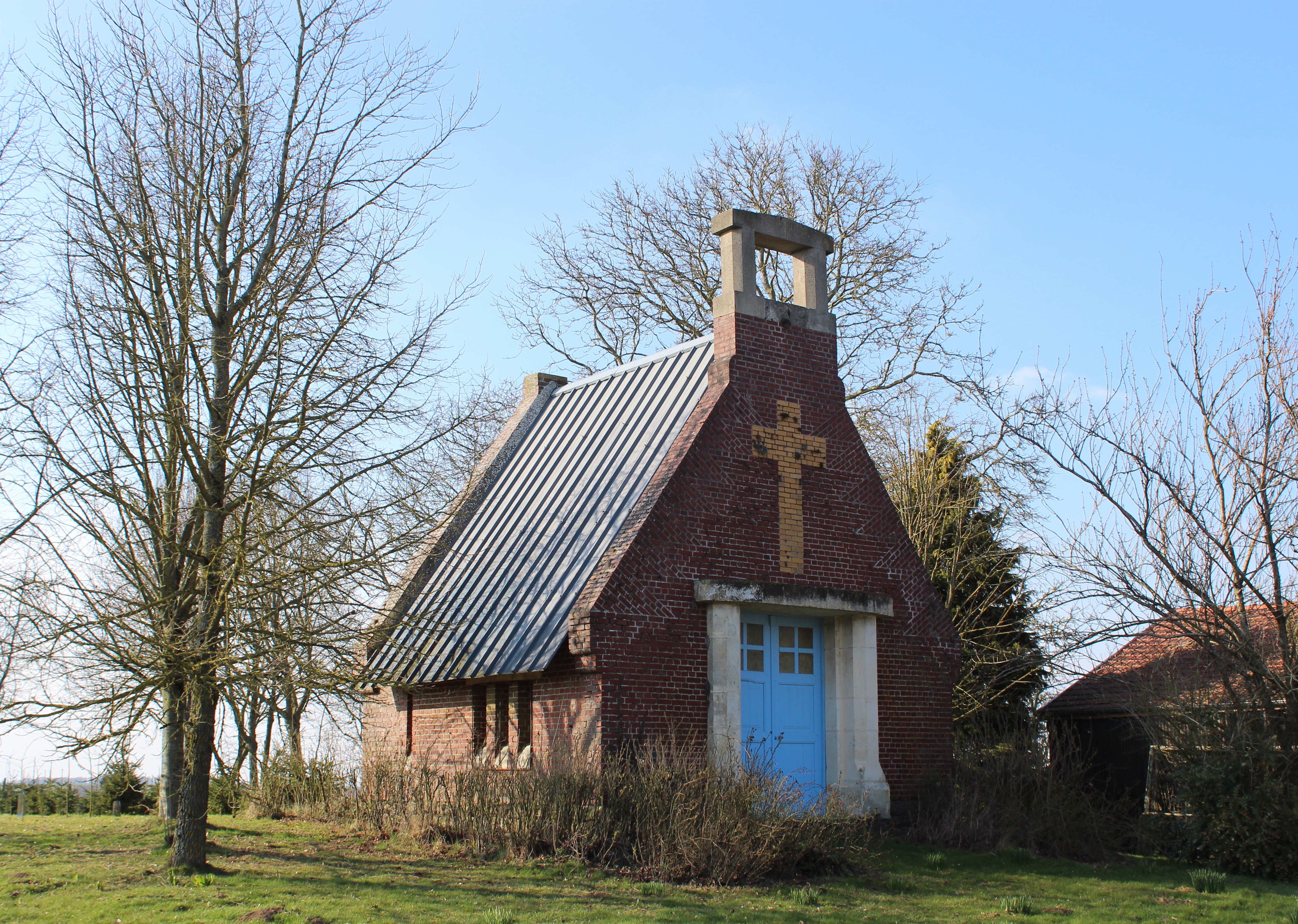
Chapelle Notre-Dame de la Délivrance de Guyencourt.
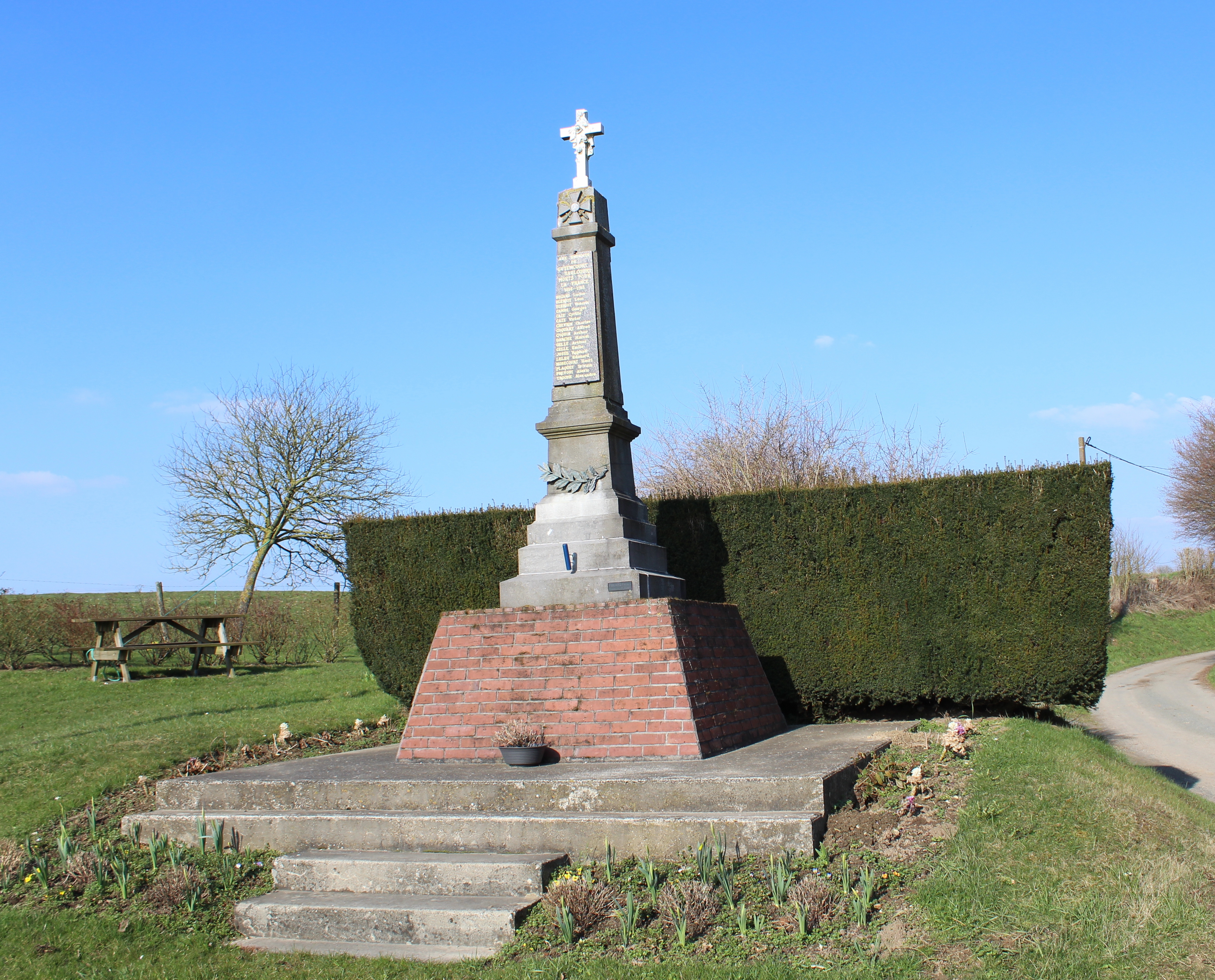
Le monument aux morts 14-18.
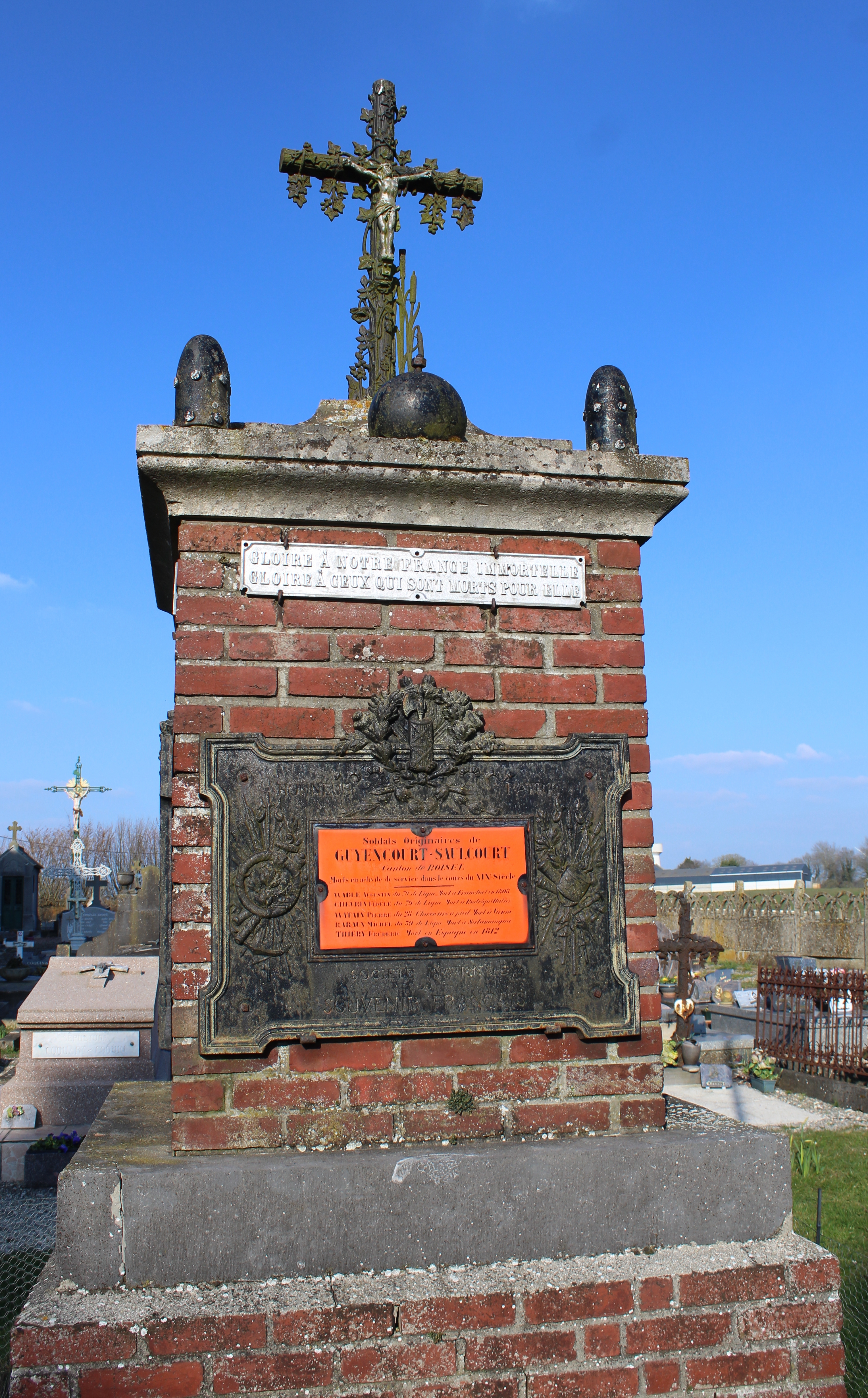
Le monument aux morts du XIXe siècle.